# Christchurch (Dorset)
Christchurch is een plaats in het graafschap Dorset, district Bournemouth, Christchurch and Poole en telt 44.865 inwoners. De oppervlakte bedraagt 50 km².
Van de bevolking is 29,6% ouder dan 65 jaar. De werkloosheid bedraagt 2,2% van de beroepsbevolking (cijfers volkstelling 2001).